# فرانک دوکنال
فرانک جی. دوکنال (انگلیسی: Frank J. Dochnal؛ زادهٔ ۸ اکتبر ۱۹۲۰ در سنت لوئیس، میزوری، درگذشتهٔ ۷ ژوئیهٔ ۲۰۱۰) رانندهٔ مسابقات اتومبیل‌رانی فرمول یک اهل ایالات متحده آمریکا بود که در فصل ۱۹۶۳ در مجموع در یک گراند پری شرکت کرد، اما موفق به کسب هیچ امتیازی نشد.
دوکنال در ۷ ژوئیه ۲۰۱۰ درگذشت.